# روبرتو إيفان أغيلار غوميز
روبرتو إيفان أغيلار غوميز (بالإسبانية: Roberto Iván Aguilar Gómez)‏ هو اقتصادي وسياسي بوليفي، ولد في 19 مايو 1958 في لاباز في بوليفيا. حزبياً، نشط في الحركة نحو الاشتراكية. وقد انتخب وزير التعليم.